# Bloedvat
Een bloedvat of vas sanguineum, soms foutief ader genoemd, maakt deel uit van de bloedsomloop.

## Soorten bloedvaten
Mensen en andere zoogdieren, maar ook bijvoorbeeld vissen en vogels, hebben verschillende soorten bloedvaten, te weten:
- Slagaders of arteriën, Latijn: arteria, mv arteriae - Dit zijn de bloedvaten die rechtstreeks van het hart aftakken om een orgaan van bloed te voorzien. Door de pompwerking van het hart, zal de druk in de slagaders pulsatiel, schokkerig zijn. Men kan het bloed in de slagaders voelen kloppen, bijvoorbeeld in de polsslagader (arteria radialis). Op twee uitzonderingen na transporteren de slagaders zuurstofrijk bloed. Twee slagaders transporteren zuurstofarm bloed, namelijk: de longslagaders (arteriae pulmonales), die van het hart naar de longen lopen en de navelstrengslagaders bij de foetus (arteriae umbilicales).
- Kleine arteriën of arteriolen - Dit zijn kleine bloedvaatjes met kringspiertjes, de 'precapillaire sfincters', in de wand die kunnen samentrekken of ontspannen. Deze kringspieren reguleren het vernauwen of verwijden van het lumen van de arteriolen, en bepalen per moment de hoeveelheid bloed die vanuit de arteriolen in de slagaderlijke haarvaten wordt geperst.
- Haarvaten of capillairen - Dit zijn zeer dunne bloedvaten (met een vaatwand die bestaat uit een eencellige laag endotheel) die tot diep in het lichaamsweefsel doordringen. De haarvaten ontvangen hun bloed vanuit de arteriolen. Vanuit de haarvaten vindt via hun poreuze vaatwand de uitwisseling van zuurstof, voedingsstoffen en afvalstoffen plaats met de cellen in de verschillende weefsels en organen. Het zuurstofarme bloed met de afvalstoffen (o.a. koolstofdioxide) vloeit vanuit de haarvaten samen in de kleine aders.
- Kleine aders of venulen. Vanuit de kleine aders verzamelt het naar het hart terugstromende bloed zich verder in de aders.
- Aders, ook wel 'venen' genoemd, Latijn: vena, mv. venae - Deze brede bloedvaten met slappe wanden zorgen voor de verdere terugvoer van het bloed vanuit de organen richting hart. Het bloed wordt hier niet meer pulsatiel vooruitgestuwd door het hart, maar stroomt in een gelijkmatiger tempo  terug naar het hart. De aders hebben terugslagkleppen die verhinderen dat het bloed de verkeerde kant op stroomt. De aders, behalve de longaders en navelstrengader (v. umbilicalis), transporteren zuurstofarm bloed.
- Poortaders - Dit zijn bloedvaten die twee organen onderling verbinden en niet rechtstreeks in verbinding staan met het hart. In het menselijk lichaam bevinden zich twee poortaders.
  - Vena portae hepatis: van het darmkanaal rechtstreeks naar de lever, waarna het bloed opnieuw een (aderlijk) haarvatenstelsel instroomt. In de lever worden voedingsstoffen en afvalstoffen, opgenomen uit het spijsverteringskanaal, uit het bloed gehaald. Het suikergehalte in deze poortader varieert zeer sterk door opname ervan uit de darm.
  - Hypofysepoortader: De andere poortader bevindt zich in het hoofd en zorgt voor het rechtstreeks transport van bepaalde hormonen tussen de hersenen en de hypofyse.

## Onderzoekstechnieken
Bij het lichamelijk onderzoek zijn slagaders te herkennen door pulsaties. Deze zijn op een aantal plekken (pols, hals, liezen) te voelen. De huidskleur (rood, blauw of bleek) geeft een indruk over de mate waarin een bepaald lichaamsweefsel van zuurstofhoudend bloed wordt voorzien. Bloedstroming is normaal niet hoorbaar, tenzij er extra wervelingen in de bloedstroom zijn. Met een stethoscoop is dat hoorbaar als een geruis, bijvoorbeeld bij beluisteren van het hart. Dit verschijnsel wordt gebruikt als de bloeddruk handmatig gemeten wordt.
Bloedvaten kunnen afgebeeld worden
- Echografie. Dit wordt vaak gecombineerd wordt met doppler-onderzoek. Het dopplereffect wordt gebruikt om bloedstroming hoorbaar of zichtbaar te maken. De combinatie heet echo-doppler of echo-duplex onderzoek.
- Angiografie. Op gewone röntgenfoto's zijn bloedvaten niet zichtbaar (tenzij de vaatwand verkalkt is). Er kan contraststof in de bloedvaten gespoten worden. Deze stoffen absorberen extra röntgenstraling, zodat de bloedvaten zichtbaar worden. Contraststof kan ook bij CT-scans gebruikt worden. Vervolgens kunnen de botstructuren digitaal uit de foto's worden gefilterd, met zogeheten digitale substractie-angiografie.
- MRI-scans maken bloedvaten ook zichtbaar. MR-angio is een speciale instelling van de MRI-scanner om de vaten af te beelden.

## Bloedvataandoeningen
Hart- en vaatziekten
- Bloedvatmisvorming: aanlegstoornissen van bloedvaten
- Vaatwandstijfheid
- Nieuwvormingen: woekering van de cellen die bloedvatwand vormen.
  - Goedaardig: hemangioom
  - Kwaardaardig: angiosarcoom
- Ontsteking van de vaatwand heet vasculitis
- Een plaatselijke verwijding van een bloedvat heet aneurysma. Op zo'n plek kan een lek ontstaat, met een arteriële bloeding als gevolg (bv. aortaruptuur, sommige gevallen van hersenbloeding).
- Een plaatselijke vernauwing van een bloedvat heet stenose (carotisstenose, nierarteriestenose). Als bloedvaten afgesloten raken heet dat trombose.
- Als de bloedvoorziening van weefsel tekortschiet ontstaat zuurstoftekort ischemie. Als het weefsel hierdoor afsterft, is sprake van een infarct.
- Degeneratie van de bloedvaten door aderverkalking (atheromatose).
- Als het klepsysteem in afvoerende venen kapotraakt ontstaat veneuze insufficiëntie en spataderen.

## Lengte en volume bij de mens
In de onderstaande tabel de gezamenlijke lengte en volume van een aantal bloedvaten.
| Bloedvat        | Lengte  | Volume (cm³) |
| --------------- | ------- | ------------ |
| Aorta           | 40 cm   | 30           |
| Grote slagaders | 8 m     | 60           |
| Zijtakken       | 78 m    | 55           |
| Slagadertjes    | 80 km   | 25           |
| Haarvaten       | 1200 km | 60           |
| Adertjes        | 160 km  | 110          |
| Zijtakken       | 78 m    | 300          |
| Grote aders     | 8 m     | 220          |
| Holle aders     | 40 cm   | 50           |

De totale lengte van alle bloedvaten van een volwassen mens bedraagt ongeveer 9.000-19.000 kilometer.

## Hemodynamiek
De hemodynamiek is de studie van de mechanische eigenschappen van de bloedstroom in het hart en vaatstelsel.